# مارگاریتا ایسابل
مارگاریتا ایسابل مورالس ای گونسالس (اسپانیایی: Margarita Isabel Morales y González‎; زاده ۲۵ ژوئیهٔ ۱۹۴۱ – درگذشته ۹ آوریل ۲۰۱۷) هنرپیشه اهل مکزیک بود. وی بین سال‌های ۱۹۷۰ تا ۲۰۱۰ میلادی فعالیت می‌کرد. 
وی در روز ۹ آوریل ۲۰۱۷ در سن ۷۵ سالگی به علت بیماری مزمن انسدادی ریه درگذشت.

## برگزیده فیلمشناسی
از فیلم‌ها یا برنامه‌های تلویزیونی که وی در آن نقش داشته‌است، می‌توان به مثل آب برای شکلات و تِـرِسا اشاره کرد.

## جوایز
وی برندهٔ جوایزی همچون جایزه آریل بهترین بازیگر نقش مکمل زن شده‌است.